# Gelis albopilosus
Gelis albopilosus là một loài tò vò trong họ Ichneumonidae.